# Ucel
 Ucel  es una población y comuna francesa, ubicada en la región de Ródano-Alpes, departamento de Ardèche, en el distrito de Privas y cantón de Vals-les-Bains.

## Demografía
| 1024 | 1163 | 1395 | 1719 | 1677 | 1750 |
| Para los censos de 1962 a 1999 la población legal corresponde a la población sin duplicidades (Fuente: INSEE [Consultar]) |      |      |      |      |      |